# Roberto Gualtieri
Roberto Gualtieri (Roma, 19 de julio de 1966) es un historiador y político italiano del Partido Democrático (PD). Fue diputado en el Parlamento Europeo desde 2009 hasta 2019, integrado en el Grupo de la Alianza Progresista de Socialistas y Demócratas (S&D). Desde el 21 de octubre de 2021 es alcalde de Roma y de la Ciudad metropolitana de Roma Capital.

## Biografía
Nacido el 19 de julio de 1966 en Roma, se involucró en las juventudes del Partido Comunista Italiano (PCI) durante su período como estudiante. Llegó a ser músico semiprofesional, dedicado a la bossa nova. Graduado en 1992 en filosofía y literatura, se doctoró en 1997 en historia contemporánea. Profesor en la Universidad de Roma La Sapienza, fue promotor de los Demócratas de Izquierda (DS) y, posteriormente, del Partido Demócratico (PD). Elegido eurodiputado en las elecciones europeas de 2009, renovó su escaño en las elecciones de 2014. Durante el período legislativo 2014-2019 ejerció de presidente de la Comisión de Asuntos Económicos y Monetarios de la eurocámara, encadenando dos mandatos de media legislatura consecutivos. Volvió a renovar acta de eurodiputado en las elecciones de 2019, repitiendo de nuevo a la cabeza de la Comisión de Asuntos Económicos y Monetarios.
En septiembre en 2019 se anunció su nombramiento como ministro de Economía y Finanzas del segundo gobierno de Giuseppe Conte. En la elección parcial de marzo de 2020 en Roma para determinar el sustituto de Paolo Gentiloni (miembro del Colegio de Comisarios de la Comisión Europea desde diciembre de 2019), Gualtieri resultó elegido miembro de la Cámara de Diputados.

## Obras
Autor
- — (1995). Togliatti e la politica estera italiana: dalla resistenza al tratto di pace, 1943–1947. Roma: Editori Riuniti.[6]
- — (2001). Introduzione alla storia contemporanea. L'Europa nel mondo del XX secolo. Roma: Carocci editore.[7]
- — (2006). L'Italia dal 1943 al 1992. DC e PCI nella storia della Repubblica. Roma: Carocci editore.[8]

Editor
- Roberto Gualtieri, ed. (2001). Il PCI nell'Italia repubblicana 1943-1991. Roma: Carocci editore.[9]
- Roberto Gualtieri, Carlo Spagnolo y Ermanno Taviani, ed. (2007). Togliatti nel suo tempo. Roma: Carocci editore.[10]